# Rhyothemis regia
Rhyothemis regia is een libellensoort uit de familie van de korenbouten (Libellulidae), onderorde echte libellen (Anisoptera).
De wetenschappelijke naam Rhyothemis regia is voor het eerst geldig gepubliceerd in 1867 door Brauer.